# St. Thomas Basilica

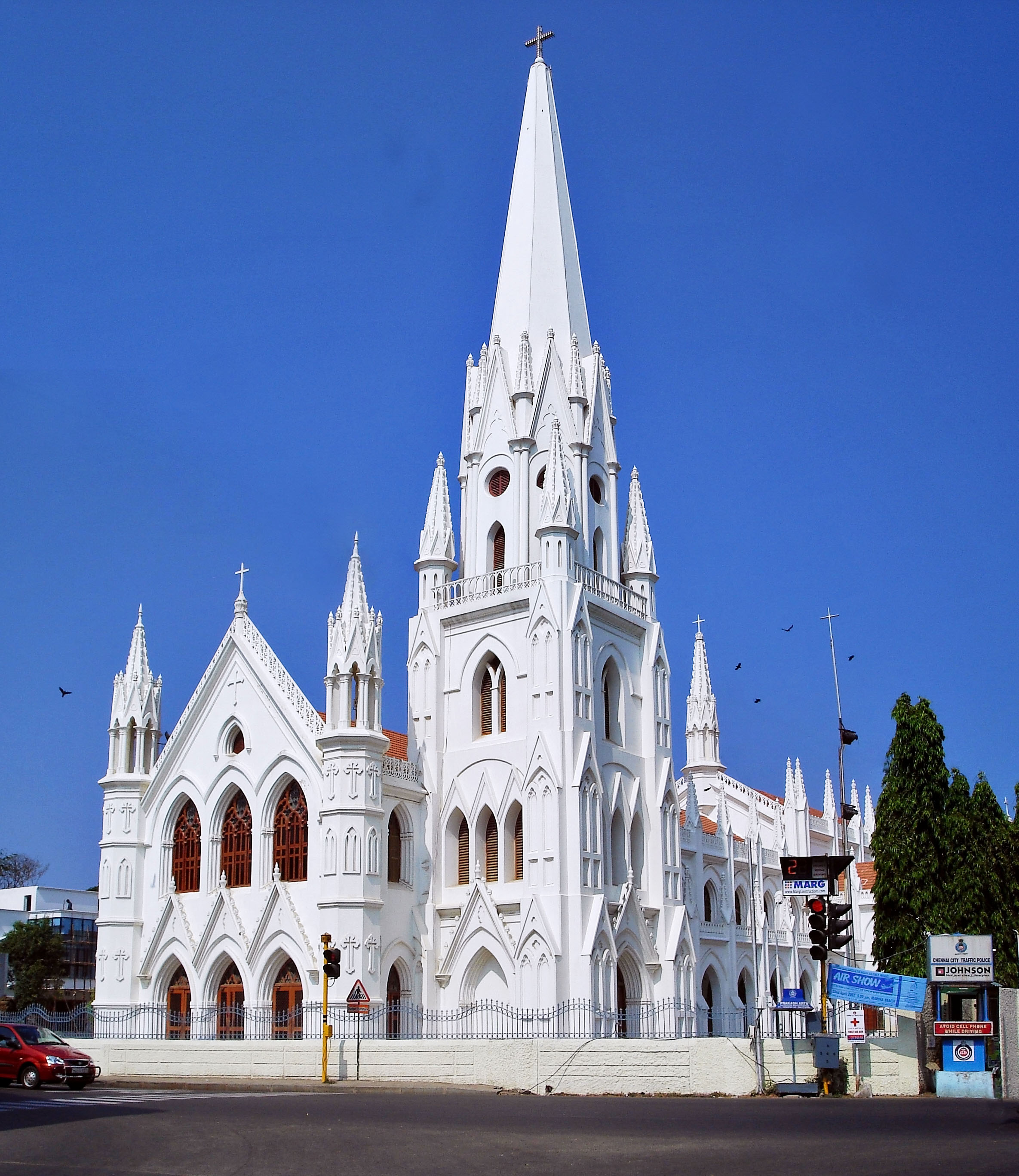
Die St. Thomas Basilica

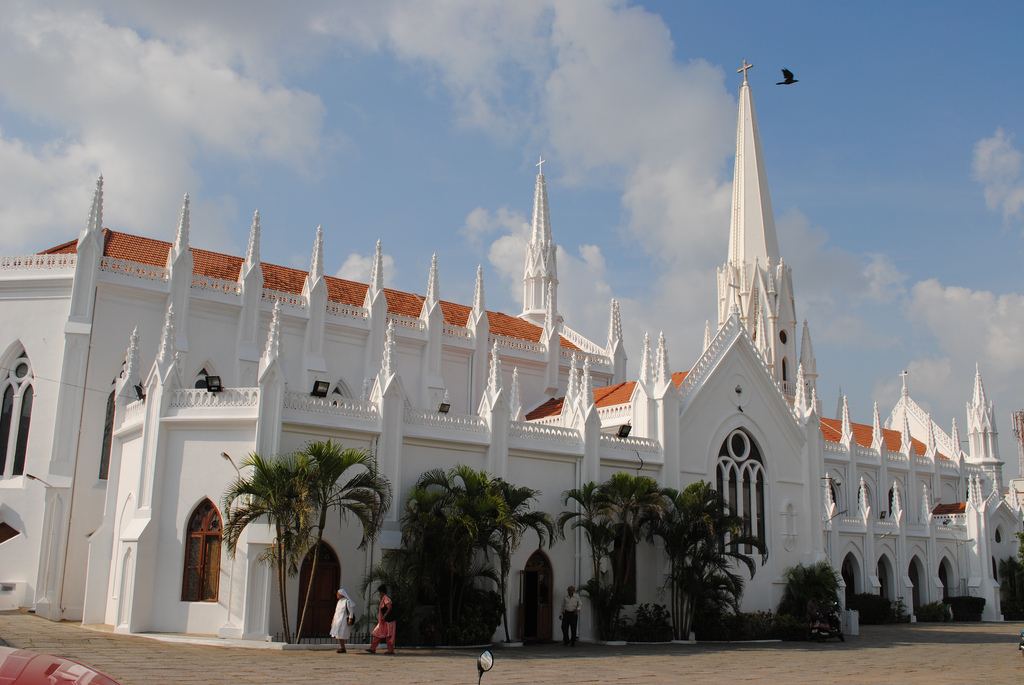
Seitenansicht

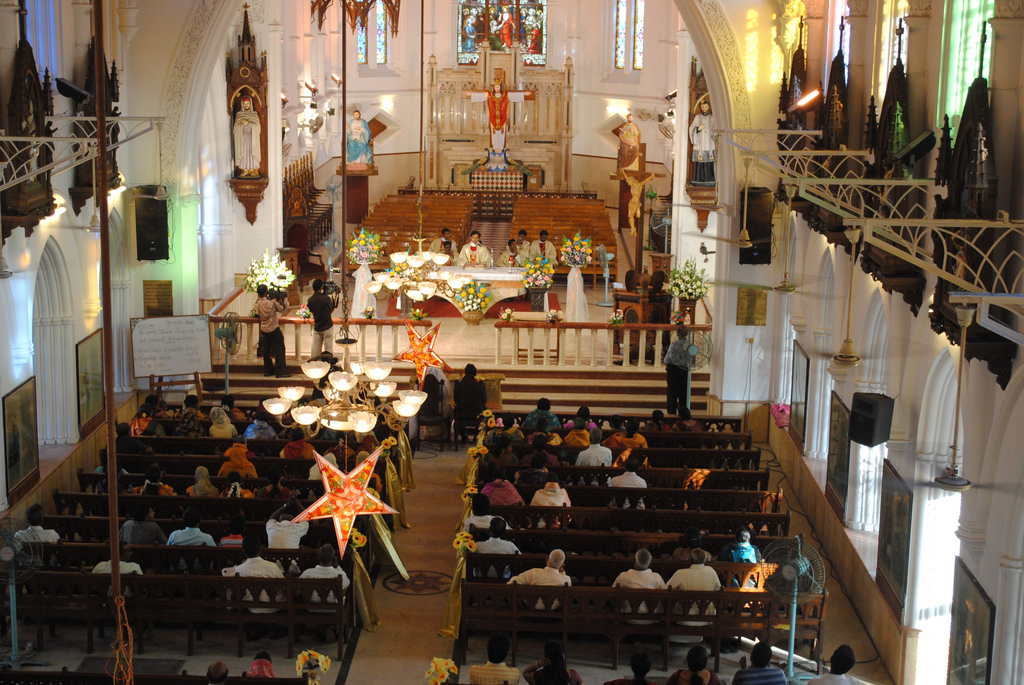
Gottesdienst in der St. Thomas Basilica

Die St. Thomas Basilica (auch San Thome Basilica, Santhome Basilica, Tamil: சாந்தோம் பசிலிக்கா) ist eine Kirche in Mylapore, einem Stadtteil von Chennai (Madras), der Hauptstadt des indischen Bundesstaates Tamil Nadu. Sie befindet sich an der Stelle der angeblichen Grabstätte des Apostels Thomas. Der heutige neugotische Bau entstand 1893 an der Stelle eines im 16. Jahrhundert von den Portugiesen errichteten Vorgängerbaus. Die St. Thomas Basilica ist die Kathedrale des römisch-katholischen Erzbistums Madras Mylapore. 1956 wurde sie in den Rang einer Basilica minor erhoben.

## Geschichte
Der christlichen Überlieferung nach soll der Apostel Thomas nach dem Tod Jesu nach Indien gezogen sein. Nachdem er an der Malabarküste die Thomaschristen missioniert habe, soll er nach Mylapore gekommen sein, das bereits lange vor der Gründung Chennais eine wichtige Hafenstadt war. Der Heilige Thomas habe im Jahr 72 auf dem nahegelegenen St. Thomas Mount den Märtyrertod erlitten und sei danach an der Stelle der heutigen Basilika begraben worden. Der größte Teil seiner Reliquien soll später nach Edessa überführt worden und von dort ins italienische Ortona gelangt sein, seine ursprüngliche Grabstätte wurde in Indien aber weiter verehrt. In Mylapore war eine Kolonie von nestorianischen Christen ansässig, die eine Kirche an der Stelle des Grabes errichteten. Im frühen 16. Jahrhundert scheint die Kolonie sich aber bereits aufgelöst und die Kirche in Trümmern gelegen zu haben.
Anfang des 16. Jahrhunderts gründeten die Portugiesen eine Kolonie in Mylapore, die sie nach dem Heiligen Thomas São Tomé de Meliapore nannten. 1522–23 erbauten sie eine kleine Kirche an der Stelle des Apostelgrabes. 1749 kam Mylapore in den Besitz der Britischen Ostindien-Kompanie. Während der britischen Kolonialzeit wurde die aus der portugiesischen Zeit stammende Kirche abgerissen und 1893 durch den heutigen Bau ersetzt. 1956 erhob Papst Pius XII. die Kirche in den Rang einer Basilica minor.

## Baubeschreibung
Die St. Thomas Basilica befindet sich nahe dem Stadtstrand Marina Beach in Mylapore im Süden Chennais. Das umliegende Stadtviertel trägt nach der Basilika den Namen Santhome.
Der leuchtend weiß getünchte Kirchenbau ist im Stil der Neugotik erbaut. Der Grundriss hat die Form eines lateinischen Kreuzes mit einem 64 Meter langen und 10 Meter breiten Hauptschiff. Das Westportal wird von einem imposanten 47 Meter hohen Kirchturm flankiert. In der Krypta unter der Kirche befindet sich eine separate Kapelle an der Stelle des Apostelgrabes.